# リーゼ・マイトナー

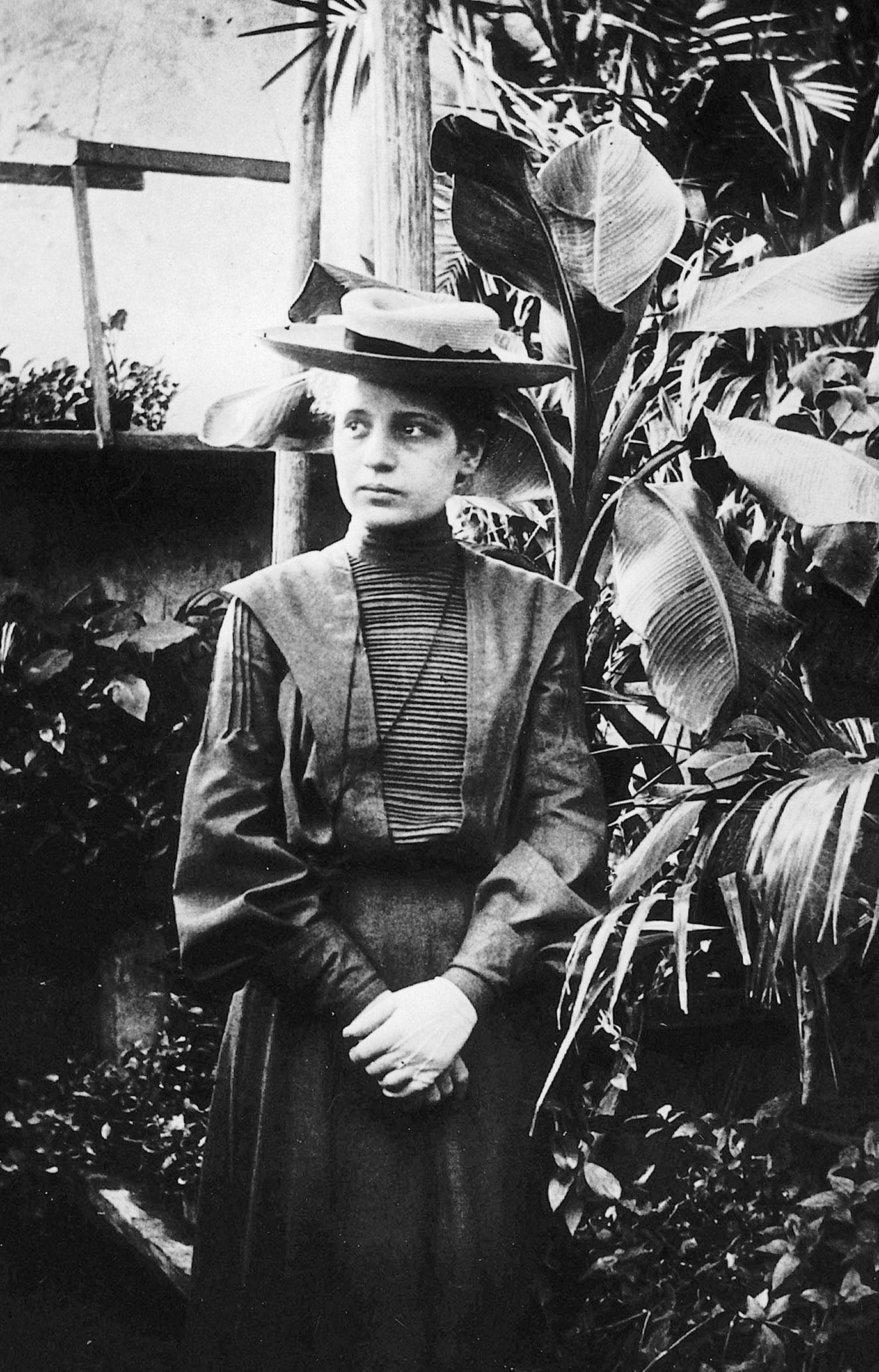
リーゼ・マイトナー（1906年）

リーゼ・マイトナー（Lise Meitner、1878年11月7日 - 1968年10月27日）は、オーストリア出身の物理学者である。放射線、核物理学の分野を研究した。核分裂の発見などに大きく貢献したほか、新元素プロトアクチニウムの発見などの業績がある。「核分裂」という言葉を最初に使用した人物。1907年から1938年までドイツのベルリンで研究したが、ナチスから亡命し、その後は主にスウェーデンのストックホルムで研究活動を続けた。

## 来歴

### 生い立ち
1878年11月7日、ウィーンのユダヤ系の家庭に、父フィリップ、母ヘートヴィヒの三女として生まれた。フィリップは弁護士、ヘートヴィヒはピアニストであった。元々はエリーゼと名付けられたが、その後リーゼと短くした。一家の生活は貧しくはなかったが、マイトナー家は男児3人、女児5人という大家族であったため、裕福でもなかった。一家はコンサートに出かけたり、演奏を行ったりと、音楽に親しむ生活をおくっていた。また、フィリップは政治にも深くかかわっており、政治家や作家などをしばしば自宅に招き、集会場のように使用していた。
こうした豊かな知的環境で育ったリーゼは、自然科学に興味を持つようになった。しかし当時は女性の学問への道は閉ざされていた。リーゼは小学校卒業後に高等小学校に入学し（女性は高等教育を受けることができなかったため、ギムナジウムには入れなかった）、1892年に卒業した。
高等小学校卒業後、リーゼはフランス語の教師の試験を受けることにした。大学教育の不要な専門職だったからである。そして教師として収入を得たリーゼであったが、学問への思いはまだ強かった。ちょうどその頃、オーストリアでは女性の大学入学を求める動きが高まっていた。そして1897年、文学・科学分野に限って、資格試験（マトゥーラ）に合格すれば女性の大学入学が認められるようになった。
そこでリーゼは、大学入学資格試験を受けて大学へ入る道をとることにした。リーゼの両親は、女性が学問を行ったり職を得たりすることに抵抗をもたない人物であったため、リーゼのこの決断を支持した。ただし、この計画が失敗しても職が得られるよう、1899年まではフランス語の教師を続けた。そしてその後、2年間で集中して試験勉強を行い（ギムナジウムに入っていないリーゼは、この2年間で8年間分の学習を行うことになる）、1901年に試験に合格した。

### ウィーン大学時代
23歳でようやく大学生になることができたマイトナーは、初年度から多くの講義を選択し、勉強に明け暮れる日々を過ごした。おもに数学と物理の講義に出席していたが、マイトナーの興味は次第に物理学へと傾いていった。
当時のウィーン大学の物理学研究所は、施設は粗末なものだったが、研究・教育の質は高かった。とりわけマイトナーを魅了したのは、ルートヴィッヒ・ボルツマンの講義であった。1902年にウィーン大学に赴任したボルツマンの講義は学生に非常に人気があり、マイトナーも欠かさず出席した。マイトナーは後年になってからのインタビューなどにおいても、たびたびこの時のボルツマンの熱意にあふれる講義を話題にし、賞賛している。
1906年、マイトナーは博士号の試験に合格。ウィーン大学で4人目、物理では2人目の女性博士となった。
こうして博士となったマイトナーは、放射能の分野に関心を持った。そしてその分野で活躍していたステファン・マイヤーと共に、α線とβ線の金属への吸収に関する論文などを発表した。しかし自らの先行きには不安を感じていた。敬愛していたボルツマンは1906年に死去していた。また、放射能の分野ですでに業績を上げていたマリ・キュリーに助手として自分を雇ってくれるよう願ったが、空席がないと断られた。かといってウィーンに残っても、先人となる女性研究者がほとんどいないため、研究者としての仕事が続けられるか定かではなかった。
そこでマイトナーは、ベルリンへ行くことを決意した。ベルリンは当時のヨーロッパの科学における中心的な場所であったことや、ベルリン大学のマックス・プランクの名を知っており、1度だけだが会ったことがあることなどが、ベルリンを選んだ理由だった。こうしてマイトナーは、1907年秋、「ほんの何学期かの間ベルリンで学ぶため」ウィーンを離れた。

### 木工作業所での研究

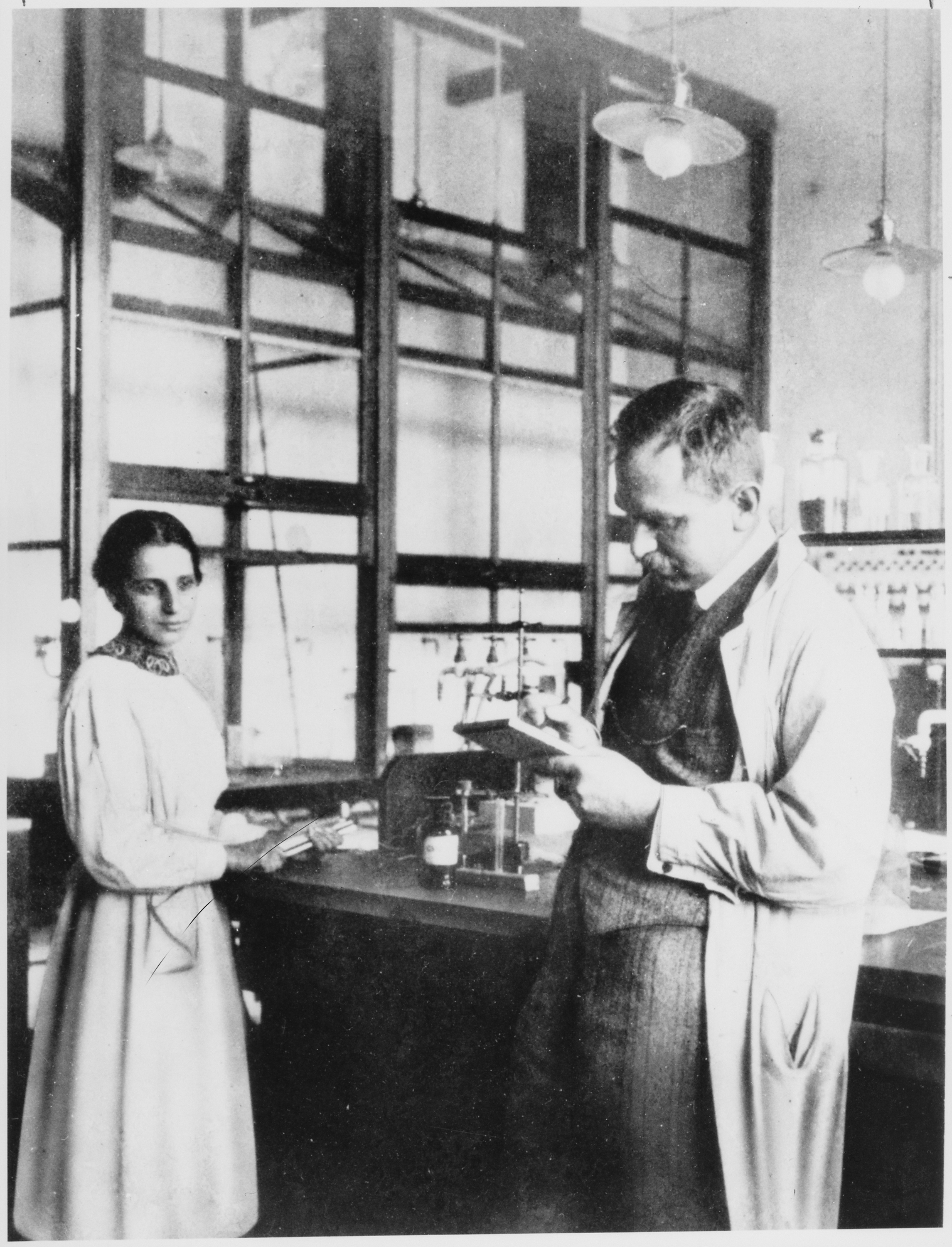
リーゼ・マイトナー（左）とオットー・ハーン（右）。1913年。

ベルリンへとやってきたマイトナーであったが、当時のドイツは女性の学問進出に関して、他のヨーロッパ諸国と比較しても遅れていた。プランクも、1897年にとったアンケートでは、特別な能力と意欲をあわせ持った滅多にない例外的な人をのぞいて、女性に大学教育を行うべきではない、と答えていた。マイトナーはそのことを知らなかったが、プランクに対面した時の態度から、彼は女子学生を高く評価していないと感じた。
しかし、プランクはマイトナーの聴講を認め、さらには自宅にも招くようになった。一方マイトナーはプランクの講義を聴いて、ボルツマンと比較して無味乾燥だと少々失望したが、交流を深めるにつれて、彼の人間性に親しみを覚えるようになっていった。
プランクの講義を受けながら、マイトナーは自分が研究する場所を探していた。実験物理学研究所所長のハインリヒ・ルーベンスに相談したところ、今席があいているのは自分の個室だけなので、そこで共同で仕事をするならば良いと回答された。マイトナーは、ルーベンス相手だと気軽に質問などができないと思ったので、その提案を受け入れるのをためらったが、その後ルーベンスは、オットー・ハーンという化学者があなたとの共同研究を求めていると告げた。そして1907年9月28日、マイトナーは初めてハーンと出会った。ハーンはマイトナーと同年代で（マイトナーが4か月年上）、気さくな性格であったため、マイトナーは、この人になら何でも恥ずかしがらず話すことができると感じた。
しかし、ハーンの上司であるエミール・フィッシャーは、女性が研究所に入ることを許さなかった。そのためフィッシャーは、マイトナーは地下の木工作業所のみで実験を行い、研究所内には姿を見せないという条件で、二人の共同研究を認めた。
マイトナーはこの木工作業所で1912年まで、ハーンと共に研究を行った。マイトナーの物理的知識とハーンの化学的知識とが補完しあって放射線の研究に成果をあげた。2人の研究が成果を上げるようになると、フィッシャーもマイトナーが研究所内に入るのを認め、2人の研究に援助を行うようになった。
研究所では多くの同僚と交流を深めた。研究所外でも、1909年にエリザベート・シーマンと出合い、生涯にわたる友人となった。また、1908年にはプロテスタントの洗礼を受けた。

### カイザー・ヴィルヘルム研究所
1912年、ベルリンにカイザー・ヴィルヘルム研究所が開設され、マイトナーはそこで働くことになった。当初はハーンの客員研究員という、無給の役職であったが、同年にプランクが自分の助手としてマイトナーを任命したため、少ないながらも32歳にして初めて収入を得られるようになった。1913年からは正式に研究員となった。
1914年、第一次世界大戦が起こり、ハーンは予備軍として召集された。マイトナーは手紙でハーンと連絡を取りながらベルリンで研究を続けていたが、1915年、自らもオーストリア軍のX線技師および看護婦として志願することにした。ポーランドの戦地で負傷者の治療にあたったマイトナーは戦場の悲惨さを知った。戦地での活動は1年以上続けたが、やがてマイトナーは、ここでは自分が必要とされていないのではないか、「私に与えられた義務は、カイザー・ヴィルヘルム研究所に戻ること」ではないかと感じるようになった。
1916年10月、マイトナーは研究所へと戻った。研究所ではフリッツ・ハーバーを中心として、毒ガスなど、軍事用の研究が中心となっていたが、その中でマイトナーは以前からの放射性物質の研究を続け、1918年、新元素プロトアクチニウムを発見した。
マイトナーの業績は認められ、1918年、カイザー・ヴィルヘルム研究所の核物理部を任された。これによりマイトナーはようやく研究者として十分な給与を得ることができるようになった。
第一次大戦後の1920年、ハーンとの共同研究は終了し、マイトナーは独立で研究を行うようになった。同じ年、プロイセンでは女性の大学教授資格が認められ、マイトナーは1922年にベルリン大学の教授となった。すでに何本もの論文を発表しているため、通常必要とされる論文審査は免除された。10月に行った就任記念講義の内容は「宇宙生成における放射能の意味」。当時女性の物理学者は非常に珍しかったため、「コスミッシュ（宇宙の）」とすべきところを「コスメティッシュ（化粧の）」と記載してしまった記事もあった。
研究所では助手や学生とともに夜遅くまで研究をおこなった。他の科学者との交流も引き続き盛んだった。共同研究は行わないものの、ハーンとは同じ実験室を使用し、研究室同士での交流は続いていた。エリーザベト・シーマンとも手紙などで交流を続けていた。また、マックス・フォン・ラウエやジェイムス・フランクとも親交を深めた。さらに1927年には、甥のオットー・ロベルト・フリッシュがベルリンに滞在し、2人でピアノを弾いたりコンサートに出かけたりした。

### ドイツからの逃亡
1933年、アドルフ・ヒトラーが政権をとると、研究所は大きな影響を受けた。ユダヤ人であった所長のフリッツ・ハーバーは辞職し、マイトナーも9月に教授職を解かれた。マイトナーは亡命も考えたが、この時はドイツに残ることにした。プランクらからドイツに残るようすすめられたし、自身も、これまでドイツで築き上げた実績を捨てて、55歳にしてまた一から新たな生活を始めることには躊躇していた。また、マイトナーはオーストリア人であったため、ナチスの支配下にはないことも大きな理由であった。
1934年、マイトナーは、ウランに中性子をぶつけることでウランより原子量の大きい原子（超ウラン原子）を生み出せるという、エンリコ・フェルミの論文を読み、非常に興味を持った。これを確かめるには物理だけでなく化学からのアプローチが必要だと考えたマイトナーは、ハーンに再び共同研究を持ちかけた。数週間後、ハーンは了解し、マイトナー、ハーン、そして研究所の助手であったフリッツ・シュトラスマンの3人による共同研究が始まった。
この研究途中の1938年、オーストリアはドイツに併合された。そのためマイトナーはドイツ人となり、ナチスによる影響を直接受けることとなった。ナチス党員のクルト・ヘスは、「ユダヤ人の女が研究所を危うくする」とマイトナーを糾弾した。
そんな中で、ハーンはカイザー・ヴィルヘルム協会の財務担当理事であるハインリヒ・ヘールラインと、マイトナーの今後について話し合いをおこなった。3月22日、マイトナーはハーンから、ヘールラインの見解を聞いた。それは「マイトナーは辞職すべきだ」というものであった。マイトナーは深く悲しみ、ハーンに対し「私を見殺しにした」「私にはどこにも行くところがない」と語った。
自らの身の危険を感じるようになったため、マイトナーは5月に亡命を考えた。この時、パウル・シェラー、ニールス・ボーア、ジェイムス・フランクから、それぞれスイス、デンマーク、アメリカへの亡命の誘いがあった。その中でマイトナーは、ボーアや甥のオットー・フィリッシュのいるデンマークの研究所に魅力を感じた。しかし、オーストリアはドイツに併合されていたため、デンマーク領事館ではオーストリア国民のパスポートは無効であると突き返された。新しいパスポートはカイザーヴィルヘルム研究所の出資者であるカール・ボッシュらの助けを借りて申請を行ったが、発行手続きは遅れ、最終的には、著名なユダヤ人の渡航は認められないと発行を拒否された。これはハインリヒ・ヒムラーの見解であった。
出国を禁じられ、しかもナチスに目をつけられた形となったマイトナーは、ただちに国を出なければならないと感じた。この事を知ったオランダのディルク・コスターはマイトナーを助けようと寄付を集め、マイトナーの職も探そうとした。そしてベルリンの様子を確認するため、自らマイトナーの元を訪れ、必要ならば連れて帰ろうとした。一方マイトナーは、スウェーデンのマンネ・シーグバーンの新しい研究所からのオファーがあることをボーア経由で聞いた。両者を検討した結果、マイトナーはスウェーデンで働くことを決めた。
7月12日、研究所で仕事を終えたマイトナーは荷造りを済ませ、ハーンの家に泊まった。ハーンからは、緊急の時に必要なものに変えればよいと、母の形見の指輪を贈られた。翌日マイトナーはコスターと共にいったんオランダのフローニンゲンへと亡命し、8月1日にスウェーデンへと移動した。このときのドイツ脱出にあたっては、休暇旅行との嘘の名目でドイツを立った。なお、脱出の途中の列車内では、マイトナーはナチスの国境警備隊にパスポート（期限が切れて無効となっていたもの）を検分されてしまっている。これは、後年にマイトナーが生きた心地がしなかったと述べていたほどの絶体絶命の事態であった。しかし、パスポートが期限切れになっていることを見落としたのかマイトナーに目こぼしをしたのか真相は不明だが、警備隊員はマイトナーの出国を認め、マイトナーは無事にオランダへ脱出することに成功したのであった。

### ストックホルムでの生活
マイトナーはストックホルムのマンネ・シーグバーンのもとで原子物理の研究を続けた。
ストックホルムでは、住まいが決まるまでの間、ホテルで暮らしていた。生活は厳しいものであった。財産のほとんどを持たずに亡命してきたマイトナーは、始めのうちは生活にも苦労した。ドイツに残してきた私物は後にハーンらにより届けられることとなったが、煩雑な手続きのため到着が遅れ、マイトナーの元に着いたのは1939年4月のことだった。1939年5月からは、ストックホルムに住んでいた姉夫婦（フリッシュの両親）のもとで生活した。
ドイツ時代に行っていた実験はハーン、シュトラスマンの手により続けられ、マイトナーとは手紙で実験の進み具合や今後の方向性などをやり取りしていた。1938年、マイトナーはハーンから「ウランの原子核に中性子を照射しても核が大きくならず、しかもウランより小さい原子であるバリウムの存在が確認された。何が起きているのか意見を聞きたい」という手紙を受け取った。これは今までの理論では起こり得ない結果であったため、一緒にこの手紙を読んだ甥のフリッシュは、実験のミスではないかと言ったが、マイトナーは、ハーンがこのような間違いを犯すとは考えにくいと答えた。そしてフリッシュと共に、この実験から核分裂が起きたと解釈して連名で発表し、fission（核分裂）と命名した。なお、これが核兵器の開発につながっていくことになるが、マイトナーは1943年、英国の科学者に核兵器の開発への協力を求められたとき、「爆弾に関わるつもりはありません」と断っている。
一方、シーグバーンの研究所ではマイトナーは孤立していた。研究所はサイクロトロンなどの大型設備が整っていたが、マイトナーに十分な実験装置や人員が与えられることはなかった。慣れ親しんだベルリンの地を離れ、新しい地で孤独な生活を送ることとなったマイトナーは疎外感を味わった。ハーンやエリザベートらと手紙のやり取りは行っていたが、マイトナーは誰も自分の気持ちを分かってくれないと思うようになっていった。

### 第二次大戦後
1945年8月6日、広島に原子爆弾が投下されると、マイトナーの元には取材が殺到した。当時、アメリカやドイツの原爆開発者とは連絡を取ることができなかったため、マイトナーに注目が集まったのである。マイトナー自身は実際に投下されるまで原爆についてまったく知らなかったため、「ハーンも私も、原爆の開発にいささかなりともかかわっていません」と繰り返した。
1946年、マイトナーは物理学者のカール・ヘルツフェルトの誘いを受け、ワシントンの大学に客員教授として出向いた。アメリカでは歓迎を受けた。1946年のウーマン・オブ・ザ・イヤーに選ばれ、トルーマン大統領とも面会した。各種の取材も多く、本人出演による映画化の話もあった。
1946年7月、客員教授の任期を終えたマイトナーはスウェーデンへと戻った。12月には、ノーベル賞の授賞式のためにストックホルムを訪れたハーンと久々に対面した。しかしハーンとは政治的な問題で対立が深まった。戦後のドイツの惨状と、ドイツへの支援の要請のみを訴えるハーンに対して、マイトナーは、ヒトラーによる政治にドイツの科学者が十分に抵抗しなかったこと、そしてそのことを戦後も反省していないことを指摘した。
同じ理由で、マイトナーはドイツの研究所に戻ることはなかった。マックス・プランク研究所（以前のカイザー・ヴィルヘルム研究所）に戻るよう誘いを受けたときは、シュトラスマンからの誘いであったため受けるかどうか迷ったが、最終的に断った。とはいえマイトナーにとって、ドイツで過ごした期間は思い出が多かったこともあり、ドイツと完全にかかわりを絶つことはなかった。1948年には師であるプランクの追悼式のために10年ぶりにドイツを訪れ、その後も西ドイツから与えられた賞などは受け入れた。
研究は続きスウェーデンで行った。研究環境は改善され、実験器具は自由に使えるようになり、助手も付くようになった。

### 晩年

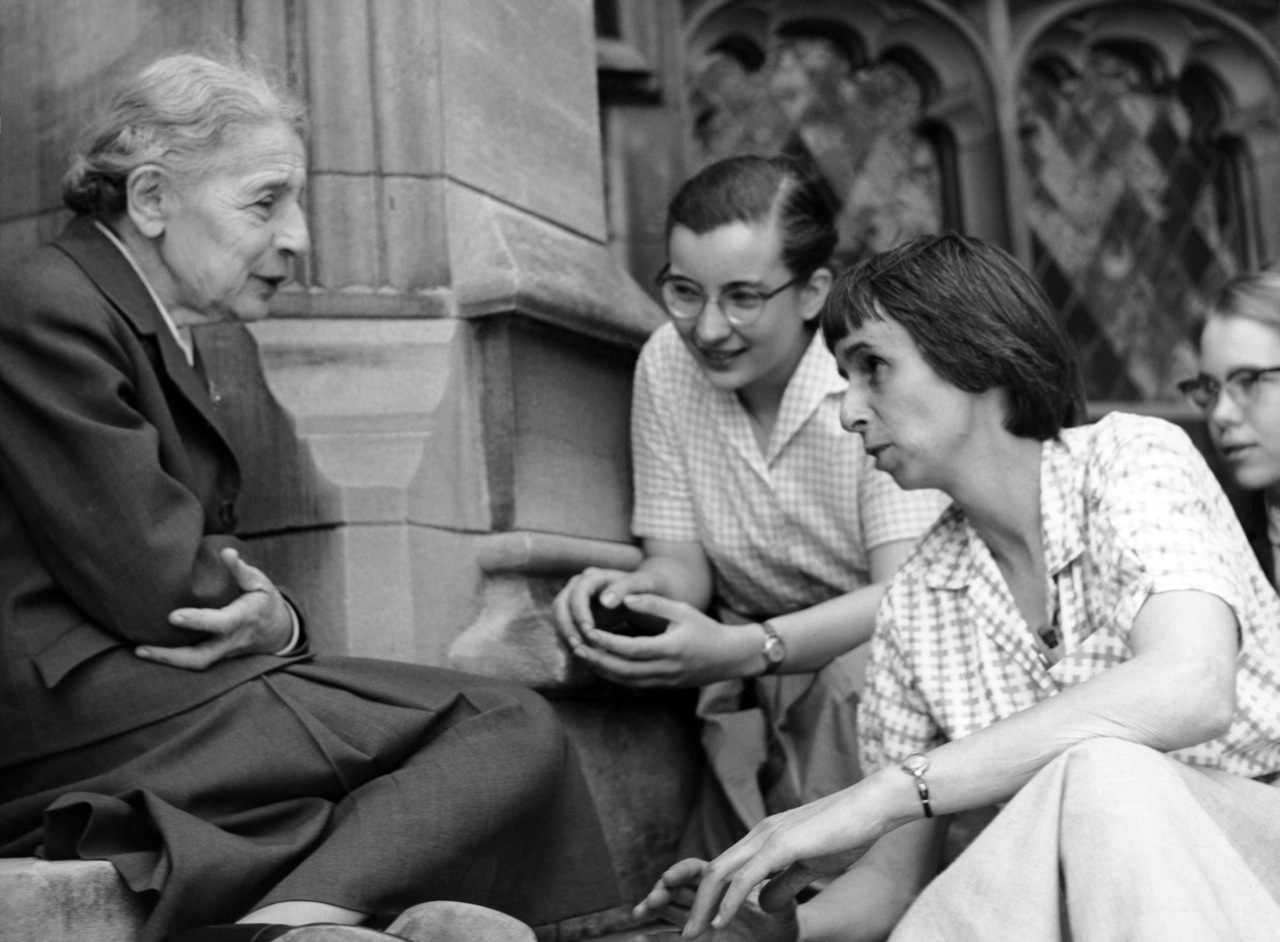
学生と歓談するマイトナー（1959年）

「頭がまだしっかりとしているうちに学問をやめるべきだ」と考えていたマイトナーは、1952年に第一線の研究の場から退いた。しかしその後も週に一度の科学コロキウムに出席し、最新情報の取得は欠かさなかった。また、物理学以外に、男女同権問題や核兵器の問題に関しても関わった。
1960年、82歳になったマイトナーは、ケンブリッジに住むオットー・フリッシュの家の近くへと引っ越し、そこで余生を過ごした。1963年、自らの人生について、「（若いころは）もしもそれが内容豊かなものであるならば、平坦なものでなくてもかまわない――と（考えていた）。そしてその望みは達せられたのです」と語った。
1967年ごろからマイトナーの体力や記憶力は衰えがみられてきた。そして1968年10月、90歳の誕生日を前に亡くなった。遺体はハンプシャーの墓地に埋葬された。碑文には、「リーゼ・マイトナー――人間愛を失わなかった物理学者」と記されている。

## 業績

### プロトアクチニウムの発見
マイトナーはハーンと共に、アクチニウムに関する研究を行った。アクチニウムはウランを含む鉱物で発見されることから、ウランと関わりがあることが分かっていたが、ウランが原子崩壊して直接アクチニウムが生み出されるという現象は観測されていなかった。そのため、順番としては、ウランの原子崩壊により、アクチニウムとは別の原子が生み出され、その原子（母物質）がさらに崩壊してアクチニウム（娘物質）になると推測されていた。
1913年、フレデリック・ソディらにより、アクチニウムは母物質がα崩壊して生み出されることが理論的に導き出された。この未知の母物質はエカタンタルと呼ばれていた。
マイトナーとハーンは、ウラン鉱のピッチブレンドを硝酸で溶かして得た二酸化ケイ素(SiO2)の沈殿物の中に、タンタルに似た物質が含まれていることを発見した。そこで、この沈殿物からエカタンタルを見つけ出そうとした。
1917年、この二酸化ケイ素の沈殿物から、これまで見られなかったアクチニウムの存在が確認された。これは、この沈殿物から新たにアクチニウムが生まれたこと、つまり、この沈殿物の中にアクチニウムの元となる物質、つまりエカタンタルが存在することを意味していた。
マイトナーはさらに、この沈殿物をフッ酸や濃硫酸を使って分離させ、α線の観測を行った（ハーンは従軍していたため、実験はマイトナー1人で行うことが多かった）。測定の結果、この物質はα線を放出していることが分かった。さらに実験を続けることで、この物質からはアクチニウムが生成されることが明らかになった（アクチニウムの存在を直接観測することは難しいため、アクチニウムが崩壊してできる崩壊生成物を測定することで確かめた）。
こうしてマイトナーは、ピッチブレンドからエカタンタルを発見することに成功した。この元素名を名付けるにあたって、シュテファン・マイヤーに相談したところ、（リーゼにちなんで）リーゾニウムまたはリーゾットニウムにしたらどうかと提案されたが、最終的にプロトアクチニウムと名付けた。

### β崩壊の研究
マイトナーは木工作業所時代、β崩壊によって発生する電子のエネルギー量はすべて同じではないかという仮説をたて、ハーンと共同で実験を行った。しかし実験を続けるうちに、トリウム(Th)などから発生するβ線のスペクトルは複数あることが分かるようになり、1911年、2人はこの説をいったん撤回した。
しかしその後、やはり最初自説の通り、β崩壊による電子のエネルギーは1通りではないかと思うようになった。それ以外のスペクトルはβ崩壊そのものによるものではなく、β崩壊にともなって軌道電子によって作られる2次的なものなのではないかと考えたのである。
マイトナーは、2次的な電子の放出は、γ線が原因だと考えた。β崩壊が起こるとγ線が発生し、そのγ線の影響で2次的な電子が放出される。この説を確かめるため、実験でトリウムB(212Pb)を鉛にくるみ、スペクトルを観測した。
トリウムB(212Pb)はβ崩壊すると、2本の強いスペクトルと1本の弱いスペクトルを出す。この物質を鉛でくるむ。β崩壊で発生する電子は鉛を通り抜けることができないが、γ線は通り抜けられる。この状態でスペクトルを見ると、2本の強いスペクトルのみが観測され、弱いスペクトルは見られなかった。よってこの場合、強いスペクトルはγ線の影響で放出された鉛の電子によるものだということが分かる（2本のスペクトルは、K殻とL1殻に対応する）。この実験は、数年前にラザフォードが行った実験を元にしている。。
マイトナーはこのような実験からおのおののスペクトルのでどころを求め、そのエネルギー量を計算していった。そして、β崩壊で原子核から放出される粒子のエネルギーはやはり一定で、この粒子の一部がγ線に転化すると結論付けた。
ところが、同じ時期にチャールズ・Ｄ・エリスは、β崩壊の前にγ線が放出されるという説を発表した。原子核からγ線が放出され、そのγ線の影響で軌道電子が放出される。原子核はγ線を放出したことにより不安定な状態になり、電子を放出してβ崩壊する。つまり、マイトナーの説とは逆の順番で反応が起こると考えたのである。
マイトナーはエリスの説に反論すべく、γ線の放出がなくてもβ崩壊は起こり得ることを実験によって示した。それが234Thの反応である。この原子は、β崩壊を示すβ線の他に、弱いγ線を発生する。マイトナーはこのうちのβ線は原子のＬ殻、Ｍ殻、Ｎ殻にある電子による2次的なもので、γ線は（原子核からではなく）Ｋ殻から発生すると考えた。実験の結果もそれを裏付けるもので、γ線のエネルギーはＫ殻から発生するＫα線のエネルギーに一致し、他のエネルギーのγ線は観測されなかった。つまり、マイトナーが考えるこの原子の反応は、以下の通りである。まず、β崩壊により原子核から電子が放出される。その電子は軌道電子のＫ殻にある電子を外に放出させる。Ｋ殻に空きができるので、外側のＬ殻からＫ殻に電子が移動する。電子は外側の軌道（Ｌ殻）より内側の軌道（Ｋ殻）のほうがエネルギー準位が低いから、Ｋ殻に移動したことで余ったエネルギーをＫα線として放出する。このＫα線が、さらに外側の軌道にあるＬ殻、Ｍ殻、Ｎ殻にある電子を放出させる。
この、電子がＫ殻に移動することによって発生するエネルギーによって他の電子が2次的に放出されるという現象を発見したのは、マイトナーが初であった。しかしこの実験について書かれたマイトナーの論文の主題は234Thの崩壊に関してであったため、この現象の発見は目立たなかった。2年後にピエール・オージェが似た現象を発見し、現在ではオージェ効果と呼ばれている。

### 核分裂の発見

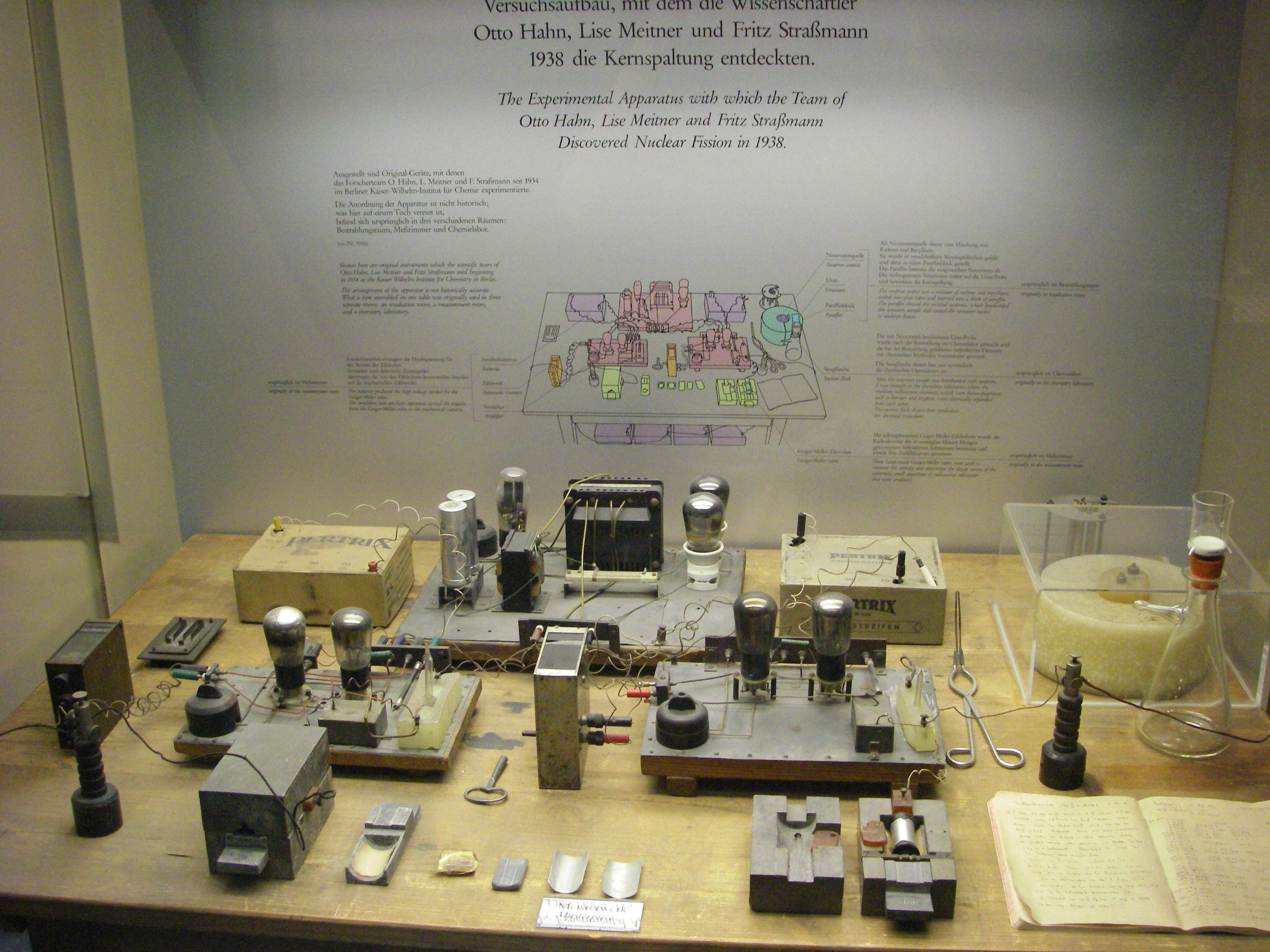
マイトナーがハーン、シュトラスマンと共に行った実験の装置・器具

マイトナーが核分裂の発見に深くかかわったきっかけは、先述のようにフェルミの論文であった。フェルミの研究は、さまざまな原子に中性子を当てることによって、人工的に放射能を作りだすというものである。フェルミは、当時知られていた最も原子量の大きい元素であるウラン（原子番号92）に対してもこの実験を行った。そうして作りだされた放射能の性質は、今までに観測されたどの元素とも異なっていた。そのためフェルミは、この実験によって原子番号93の新たな元素が生み出されたのではないかと考えた。
マイトナーはこの論文に興味を持ち、ハーン、シュトラスマンとともに原子番号93以上の元素（超ウラン元素）を見つけようとした。方法としては、ウラン塩に中性子を当ててから、いくつかの溶液を加えて不要な物質を沈殿させる。残った溶液をさらに分離すると、フェルミが発見した物質と同じ半減期をもつ放射性物質が沈殿した。こうしてマイトナーらは、超ウラン元素らしき物質の分離に成功した。
その後、この沈殿物には多数の新物質が含まれていることが明らかになった。測定を続けた結果、1937年には、ウランに中性子を当てると以下の3つの反応が起こると推定した。ekaRe、ekaOs、ekaIr、ekaPt、ekaAuはそれぞれ93、94、95、96、97番元素を表す（カッコ内は半減期）。
1. U + n → U（10秒） → ekaRe（2.2分） → ekaOs（59分） → ekaIr（66時間） → ekaPt（2.5時間） →ekaAu（未定）
2. U + n → U（40秒） → ekaRe（16分） → ekaOs（5.7時間） → ekaIr（未定）
3. U + n → U（23分） → ekaRe（未定）

しかしこれらの反応のメカニズムは解明できなかった。また、マイトナーらは同時期にトリウムに中性子を当てることによって放射性物質が生み出されることを発見し、その研究を行ったが、やはりその反応を理論的に説明することはできなかった。
1938年にマイトナーは亡命を余儀なくされた。その頃シュトラスマンは、イレーヌ・ジョリオ＝キュリーとパヴェル・サヴィッチの論文を読んで、ウランの中性子照射実験によって自分たちが発見していない放射性物質が生み出されていることに気付いた。マイトナーたちと行った実験でこの物質が発見できなかったのは、ウラン塩の沈殿物質だけを測定していて、沈殿しなかった溶液の方を調べていなかったからであった。最初、ハーンとシュトラスマンは、この放射性物質はラジウムに似ていると考えた。この話を聞いたマイトナーはハーンに対し、ラジウムでは物理的に説明がつかないため、この実験をより厳密に行うよう求めた。
1938年12月、マイトナーはハーンから、この放射性物質はラジウムではなくバリウムではないかという手紙を受け取った。ウランがバリウム（原子番号56）のような小さな原子番号の元素に変化するということは当時ほとんどの科学者は考えていなかった。マイトナーはこの実験結果について考え、そして、原子核を水滴に似たものとして記述する、ボーアにより拡張された液滴模型を適用すれば説明がつくことに気付いた。つまり、原子核に中性子の衝突という力が加わることで、水滴が2つに分かれるように原子核が2つのかたまりに分かれることもあり得る。しかも、水滴の場合は表面張力が分割に対する抵抗力となるが、原子核の場合は陽子による電荷があるため、それが表面張力に打ち勝つ力を持っている。
さらに計算の結果、このような形で原子核が分裂するときには、200MeVという大きなエネルギーが発生することが分かった。一方で、ウランが分裂してできた2つの原子核の質量は、合計すると、元のウランの質量よりも陽子の5分の1だけ軽いという計算結果も得られた。この質量を、相対性理論から導き出される式 E = mc2 に当てはめると、ちょうど200MeVとなる。こうして、核分裂の理論は生み出された。その後この理論はボーアらにより、アメリカをはじめとしてたちまち世界中に広まっていった。
また、マイトナーは以前自分たちが発見したと思っていた超ウラン物質も、実は超ウラン物質ではなく核分裂で生み出された元素ではないかと考えた。このことは1939年2月に、自身の手によって確かめられた。本当の超ウラン元素（原子番号93 ネプツニウム）は、1940年、エドウィン・マクミランとフィリップ・アベルソンによって発見された。マイトナーもこの実験を行う計画を立てていたが、実験環境が整わなかったため発見には至らなかった。そのため、この超ウラン元素を発見できなかったことに関しては、当時の苦しい生活と相まって、胸がはりさける思いであったという。

## マイトナーとノーベル賞
マイトナーは計31回にわたりノーベル賞の候補にあげられたが、受賞は叶わなかった。しかし現在では、女性でユダヤ人という差別に加え、派閥争いにより不当な評価であったことが見直されており、2020年にノーベル財団は核分裂の発見者をマイトナーとハーンの二人であることを認めている。
1935年にはプランクの推薦でハーンと共同で、1936年にはラウエの推薦で単独で、それぞれ候補にあげられた。ラウエがマイトナーを推薦したのは、ノーベル賞を受賞させることによって、ユダヤ人であるマイトナーの身の安全を守ろうとする狙いもあったと考えられている。しかし結果としては、マイトナーは賞を獲得することはできなかった。一番の業績であった核分裂反応に関しても、受賞したのはハーン1人（1944年化学賞）で、マイトナーは受賞者から外された。ニールス・ボーアやオスカー・クラインはマイトナーを1945年から1948年までの物理学賞または化学賞に推薦し続けたが、それは実らなかった。
この選考に関しては、当時から議論の種となっていた。ハーンとシュトラスマンによる核分裂反応の実験時にマイトナーがその場にいなかったことなどを踏まえて、マイトナーは核分裂の発見に寄与しなかったとする否定的見解がある。果ては、マイトナーがいなくなったことでこの発見は成し遂げられた、ととらえられることさえあった。ハーン自身も後年に、もしマイトナーがその場にいたら、この実験には反対していただろうと述べており、自分たちの発見に関して述べる時にもマイトナーの貢献についてほとんど触れなかった。しかし20世紀末に公開された選考資料や、マイトナーの手紙やメモを調べたところ、名声を独占したかったハーンの姿勢や、選考委員会内の体制や派閥争いについてなど、新たな視点が明らかになっている。
1990年代になって、スウェーデン王立アカデミーはこの選考の資料を公開した。この資料によって選考の過程が明らかになった。それによると、1945年までは、放射性物質に関する研究は化学賞の対象領域となっていた。そのためもあってか、選考委員は核分裂反応の発見に関しては、実験を行ったハーンとシュトラスマンの化学面での業績を高く評価した。そしてその実験から核分裂という概念を初めて理解し、理論的な解釈を与えたマイトナーの貢献は軽視され、理論的な貢献はむしろボーアに帰せられるとした。さらに、1946年の選考に関しては、5人の選考委員のうちの3人がシーグバーンのグループであったことも影響しているという説もある。マイトナーはシーグバーンの研究所では孤立していた。さらに、マイトナーをノーベル賞に推薦したオスカー・クラインは、マイトナーを自分の研究所に招きたいと考えていた。これらのこともあって、シーグバーンは、マイトナーにノーベル賞を与えてしまうと、スウェーデンの原子核分野の予算をクラインに獲られるのではないかと考えた、とも推定されている。
ハーンはノーベル賞の賞金の一部をマイトナーに渡し、マイトナーはそれをアインシュタインが運営していた原子物理学者のための支援委員会へ寄付した。マイトナーは1946年のノーベル賞が与えられなかったとき、ハーンにあてて「私があなたのノーベル賞の僚友となる可能性は消えました。もしお聞きになりたいなら、その経緯について少々お話しできるのですけれど」と手紙を送った。そのことをマイトナーが知っていた経緯が何であったかは不明である。
なお、ノーベル賞こそ逃したマイトナーであるが、後年にそれ以上の名誉に与っている。没後の1997年に、109番元素の正式名称をマイトナーの名に由来するマイトネリウムとすることが決まったのであった。余談になるが、同じく1997年の新元素の命名の検討では、105番元素をハーンの名からハーニウム（元素記号Ha）と命名することも検討されていた。しかし結局、105番元素はドブニウムと命名された。一度元素名の由来として検討された人物名はその後の選考で用いてはならないという規則があるため、ハーンの名は（この規則がある限り）永遠に元素名にならないことが決まった。ノーベル賞の栄光はハーンにのみ輝いたが、新元素命名の名誉に関してはマイトナーとハーンはノーベル賞の時とは立場が入れ替わる格好となった。

## 受賞
- 1924年　ライプニッツメダル
- 1925年　イグナーツ・エル・リーベン賞
- 1928年　エレン・リチャーズ賞
- 1946年　ウーマン・オブ・ザ・イヤー
- 1947年　ヴィルマ賞
- 1947年　ウィーン市自然科学賞
- 1949年　マックス・プランク・メダル
- 1955年　オットー・ハーン物理・化学賞
- 1957年　西ドイツ学術功労章
- 1960年　ヴィルヘルム・エクスナー・メダル
- 1962年　ドロテーア・シュレツァーメダル
- 1966年　エンリコ・フェルミ賞
- 1967年　オーストリア学術賞[87]

## 他の科学者との関わり

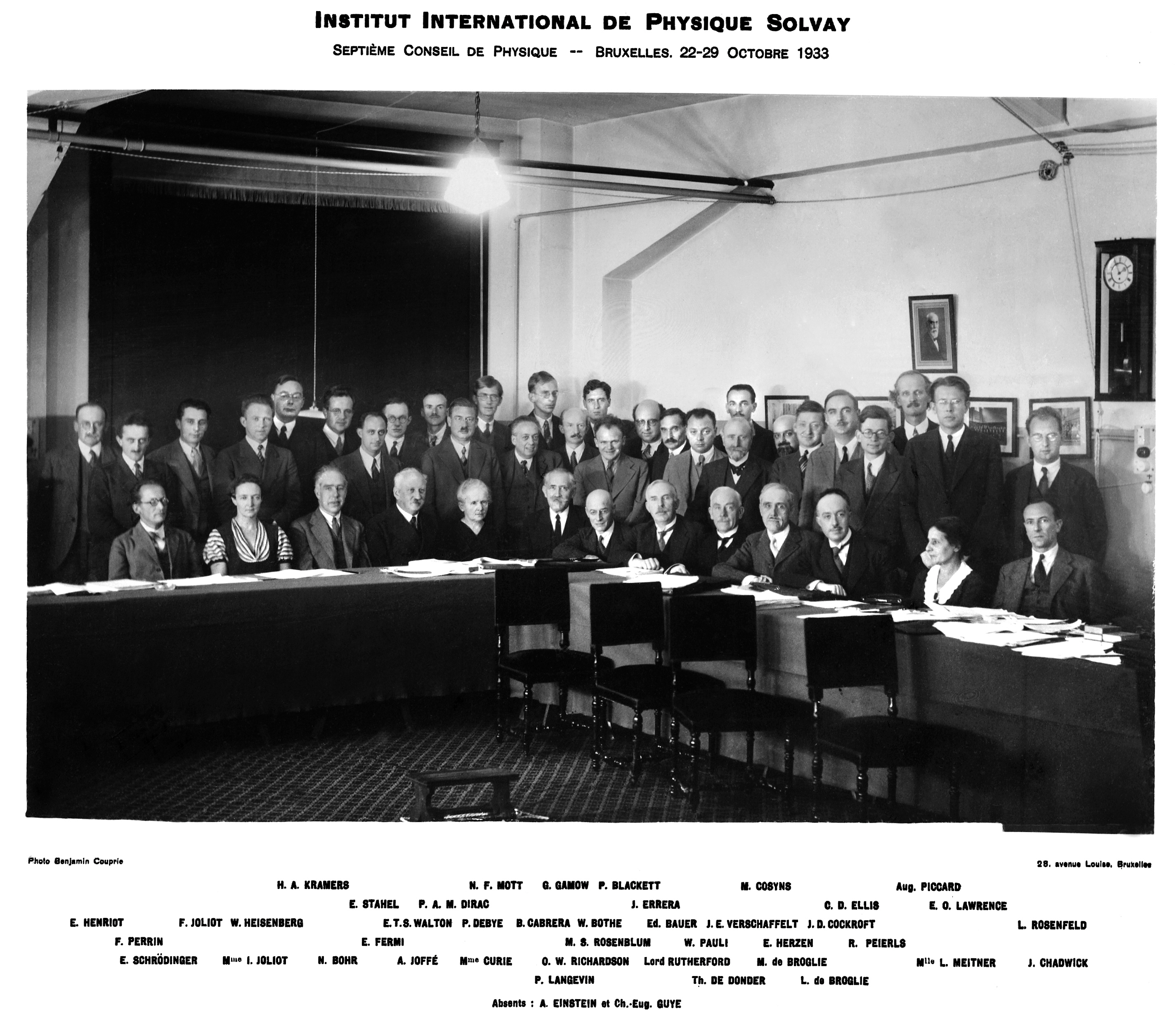
第7回ソルベー会議（1933年）。前列右から2番目がマイトナー。イレーヌ・ジョリオ・キュリー（前列左から2番目）、ボーア（前列左から3番目）、マリ・キュリー（前列左から5番目）らと共に。

マックス・プランクは、初対面での印象は良いとはいえなかったが、その後は強い尊敬の念を抱いた。マイトナーは一時期プランクの助手であったが、このことは自分の科学的能力だけでなく人間としての成長にも大きな影響を与えたと後に述べている。マイトナーはたびたびプランクの自宅に招かれ、そこではアインシュタインらとともにクラシックの演奏を行ったりして過ごした。
そのアルベルト・アインシュタインとマイトナーは、1909年の講演会で初めて出会った。そこでアインシュタインが講演した相対性理論の内容は、マイトナーにとって「眼がさめることのように新鮮であり、驚くべきことだった。」マイトナーはアインシュタインの能力を認めながらも、目立ちたがりでないマイトナーにとっては、マスコミの取材を良く受け入れていたアインシュタインの行動には理解できないこともあった。一方のアインシュタインは、マイトナーを「我らのキュリー夫人」と呼び讃えた。
そのキュリー夫人（マリ・キュリー）とは、1910年の第1回国際ラジウム学会で対面している。「あなたはもういくつか論文を発表していらっしゃるというのに、まるで若い娘さんのようにみえますね」と話しかけられたマイトナーが、「でもわたくし、もう三十を過ぎています」と答えると、「そういうことをおっしゃるものじゃありませんよ」と返された。この応答にマイトナーは「とても感じがいい」と思ったという。
マリ・キュリーの娘のイレーヌ・ジョリオ＝キュリーとは、同じ研究分野であり、特に超ウラン元素をめぐる発見競争ではライバルの関係にあった。結果的にイレーヌらが発見した新物質は、マイトナーらによる核分裂反応の発見のきっかけとなった。
その核分裂反応の理論面で重要な役割を果たしたのがニールス・ボーアの理論であった。マイトナーは1920年、同僚と共に、すでに一流の物理学者であったボーアの講演を聞いたが、マイトナーたちには理解できない内容が多かった。そこで協力してボーアを自分たちのところに招き、質問ぜめにした。その後、深く知りあうようになってからは、ボーアのいるコペンハーゲンに招かれるようにもなった。亡命中は親身になってマイトナーの身の安全を考えた。
マックス・フォン・ラウエもマイトナーの亡命中、頻繁に手紙をやり取りした。マイトナーは、ラウエは唯一の誠実な友人で、いつでも頼りにできると述べた。また、マイトナーはラウエの主催する水曜コロキウムと呼ばれる会合に最初から参加していた。第二次大戦後は、ドイツの科学者に対して、ナチスに消極的にせよ関わったのであるから責任を持つべきだと主張するマイトナーに対して、他の国の科学者であっても同じ場面に遭遇すれば同じ行動をとらざるを得なかっただろうと科学者を擁護するなど、意見の相違が見られた。しかし後年マイトナーは、ラウエとは「プランクの講義で知り合って以来、早すぎた死が彼を訪れるまで、たいへん仲のよい友人だった。」と語っている。
ジェイムス・フランクも水曜コロキウムからの長いつきあいであった。マイトナーとは戦後ドイツの問題を含めて意見が良く合い、「同じ言葉を話している」と感じた。互いに80代になったとき、フランクに「君に恋してしまった」と言われたマイトナーは、「今さら遅いわよ」と答えた。なお、マイトナーは生涯独身で過ごした。長年共同研究を続けたオットー・ハーンとも、一緒にいるのは実験室の中だけで、2人で散歩に出ることすらなかったという。
そのオットー・ハーンとは共同研究中、実験がうまくいくとブラームスの歌曲を合唱したりした。第二次大戦後はナチスへの責任問題などで意見が食い違い、関係はややぎくしゃくしたものとなった。とはいえ晩年においても、誕生日にはメッセージの交換などを行うなど、交流は続いていた。ハーンが死亡したのはマイトナーの死の3か月前のことであった。